# شاه عالم

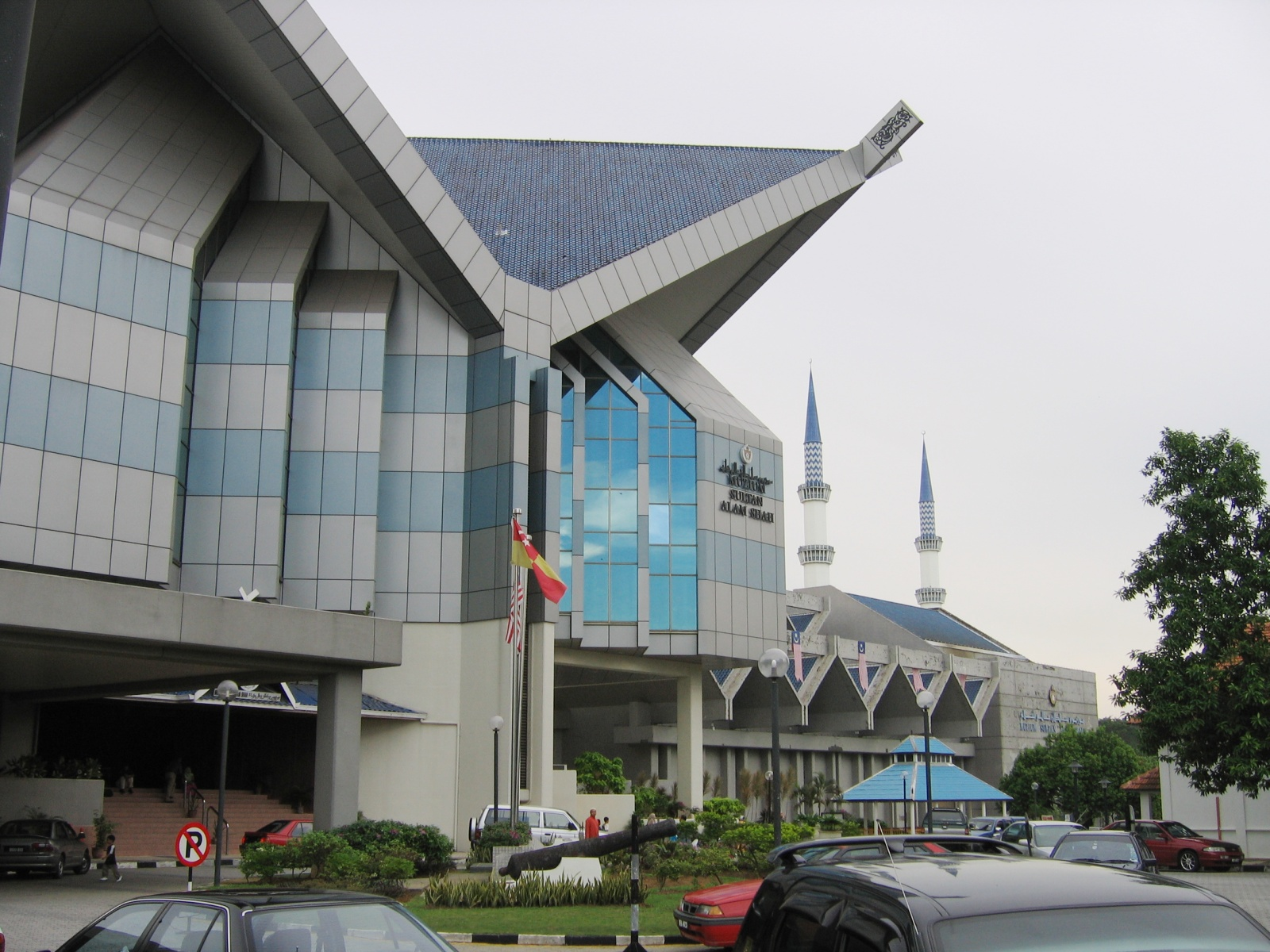
متحف السلطان علام شاه ويظهر الجامع الأزرق في الخلف.

 شاه علام : هي عاصمة ولاية سلاغور , ماليزيا، على بعد حوالي 25 كيلومترا (15 ميلا) إلى الغرب من عاصمة البلاد كوالالمبور .

## المناخ
يظهر الجدول التالي التغييرات المناخية على مدار السنة لشاه عالم:
| البيانات المناخية لـشاه عالم          | البيانات المناخية لـشاه عالم | البيانات المناخية لـشاه عالم | البيانات المناخية لـشاه عالم | البيانات المناخية لـشاه عالم | البيانات المناخية لـشاه عالم | البيانات المناخية لـشاه عالم | البيانات المناخية لـشاه عالم | البيانات المناخية لـشاه عالم | البيانات المناخية لـشاه عالم | البيانات المناخية لـشاه عالم | البيانات المناخية لـشاه عالم | البيانات المناخية لـشاه عالم | البيانات المناخية لـشاه عالم |
| الشهر                                 | يناير                        | فبراير                       | مارس                         | أبريل                        | مايو                         | يونيو                        | يوليو                        | أغسطس                        | سبتمبر                       | أكتوبر                       | نوفمبر                       | ديسمبر                       | المعدل السنوي                |
| ------------------------------------- | ---------------------------- | ---------------------------- | ---------------------------- | ---------------------------- | ---------------------------- | ---------------------------- | ---------------------------- | ---------------------------- | ---------------------------- | ---------------------------- | ---------------------------- | ---------------------------- | ---------------------------- |
| متوسط درجة الحرارة الكبرى °م (°ف)     | 32 (90)                      | 32 (90)                      | 33 (91)                      | 32 (90)                      | 32 (90)                      | 32 (90)                      | 32 (90)                      | 32 (90)                      | 32 (90)                      | 32 (90)                      | 31 (88)                      | 31 (88)                      | 32 (90)                      |
| المتوسط اليومي °م (°ف)                | 27 (81)                      | 28 (82)                      | 28 (82)                      | 28 (82)                      | 28 (82)                      | 28 (82)                      | 28 (82)                      | 28 (82)                      | 28 (82)                      | 28 (82)                      | 27 (81)                      | 27 (81)                      | 28 (82)                      |
| متوسط درجة الحرارة الصغرى °م (°ف)     | 23 (73)                      | 23 (73)                      | 23 (73)                      | 24 (75)                      | 24 (75)                      | 23 (73)                      | 23 (73)                      | 23 (73)                      | 23 (73)                      | 23 (73)                      | 23 (73)                      | 23 (73)                      | 23 (73)                      |
| الهطول مم (إنش)                       | 162.6 (6.40)                 | 170.2 (6.70)                 | 231.1 (9.10)                 | 276.9 (10.90)                | 195.6 (7.70)                 | 124.5 (4.90)                 | 127.0 (5.00)                 | 142.2 (5.60)                 | 195.6 (7.70)                 | 266.7 (10.50)                | 281.9 (11.10)                | 228.6 (9.00)                 | 2٬402٫9 (94.6)               |
| المصدر: The Weather Channel Forecasts |                              |                              |                              |                              |                              |                              |                              |                              |                              |                              |                              |                              |                              |

## توأمة
لشاه عالم اتفاقيات توأمة مع:
- سورابايا (21 مايو 2009 - )

## وصلات خارجية
- Tourism Malaysia-Selangor[وصلة مكسورة]
- Shah Alam KTM Komuter Station نسخة محفوظة 8 ديسمبر 2014 على موقع واي باك مشين.
- Shah Alam Online Guide نسخة محفوظة 15 أغسطس 2011 على موقع واي باك مشين.
- Majlis Bandaraya Shah Alam